# Michel Dancourt
Michel Dancourt, nom de scène de Serge Jacques Martin, est un acteur français né le 4 octobre 1928 à Paris où il est mort le 9 février 2008.

## Filmographie
- 1941 : Nous les gosses de Louis Daquin : Nicolas Lemoine (non crédité)
- 1944 : Le Carrefour des enfants perdus de Léo Joannon : un jeune du centre (non crédité)
- 1951 : Jamais deux sans trois d'André Berthomieu
- 1952 : L'Amour toujours l'amour de Maurice de Canonge : Pierre
- 1952 : Les Dents longues de Daniel Gélin (non crédité)
- 1953 : L'Ennemi public numéro un de Henri Verneuil
- 1954 : Boum sur Paris de Maurice de Canonge
- 1956 : Bonjour sourire de Claude Sautet
- 1956 : Courte tête de Norbert Carbonnaux
- 1964 : Faites sauter la banque ! de Jean Girault : Casimir